# Andrew Stoddart
Andrew Ernest Stoddart (* 11. März 1863 in South Shields, Vereinigtes Königreich; † 4. April 1915 in London, Vereinigtes Königreich) war ein englischer Cricket- und Rugby-Union-Spieler. Er spielte zwischen 1888 und 1908 für die englische Cricket-Nationalmannschaft und zwischen 1886 und 1893 für die englische Rugby-Union-Nationalmannschaft. In beiden Teams war er zwischenzeitlich Kapitän.

## Kindheit und Ausbildung
Geboren in South Shields als Sohn eines wohlhabenden Kohlebergwerkbesitzers aus Durham, zog Stoddart mit seiner Familie als Kind nach London. Dort besuchte er im Stadtteil St John’s Wood die Reverend Oliver’s School und lernte Rugby zu spielen. Als 14-Jähriger kam er zu den Harlequins, wurde aber 1882 wegen seines Talents vom Blackheath FC abgeworben, „auf umstrittene Weise und zum Leidwesen der Quins“, wie es hieß. Blackheath war nicht nur der führende Verein Englands, sondern auch führend in der taktischen Entwicklung des Rugbyspiels.

## Aktive Karriere

### Tour in Australien und Neuseeland 1887/88
Für den Blackheath FC spielte Stoddart in den Jahren 1883 bis 1891 insgesamt 114 Mal, wobei er zwischen 1889 und 1891 Mannschaftskapitän war. Der Journalist Albert Kinross erinnerte sich wie folgt an sein charismatisches Auftreten: „Er hatte etwas von einem griechischen Gott an sich; jeder Künstler hätte sich auf ihn als Modell gestürzt.“ Ein zeitgenössischer Bericht schwärmte von „der Schnelligkeit, mit der er ausweichen kann“, ebenso von „der Sicherheit seines Einsatzes und seiner Beherrschung aller Angriffstaktiken“. Die Funktionäre der Rugby Football Union (RFU) wurden bald auf ihn aufmerksam und Stoddart bestritt sein erstes Spiel für die englische Rugby-Union-Nationalmannschaft bei der Home Nations Championship 1885 gegen Wales.
Stoddart begann das ernsthafte Cricketspielen erst im Alter von 22 Jahren. Dabei erregte er aber schnell Aufmerksamkeit, als er für den Hampstead Cricket Club spielte. So erzielte er 1886 einen Weltrekord mit 485 Runs, die er in 370 Minuten für Hampstead erreichte. Diese Leistung war umso beeindruckender, als er die Nacht vorher mit seinen Freunden tanzen gegangen war und bis zum Morgengrauen Poker gespielt hatte. Nach dem Spiel bestritt er dann noch ein Tennisspiel und am Abend wohnte er einer Dinner-Party bei. Im September 1887 trat er im Rahmen der von George Vernon organisierten Ashes Tour die Reise nach Australien an. Sein erstes Test-Match für die englische Cricket-Nationalmannschaft folgte im Februar 1888, nachdem er mit dem Team schon zahlreiche Tour-Matches bestritten hatte.
In Australien versuchte Stoddart zusammen mit seinen Cricket-Nationalmannschaftskollegen Alfred Shaw und Arthur Shrewsbury, die RFU davon zu überzeugen, das Tourkonzept, das er vom Cricket kannte, für Rugby zu übernehmen. Die RFU weigerte sich zunächst und so sprangen viele der besten Spieler ab. Dennoch fand sich ein Team, das im März 1888 zu einer Tour nach Neuseeland und Australien aufbrach; heute ist diese Tour als erste der British and Irish Lions anerkannt. Stoddart blieb in Australien und wartete auf das Team, das er in Neuseeland in Empfang nahm. Dort absolvierten sie die ersten Tour-Matches, bevor sie weiter nach Australien reisten und er in den Stadien, wo er zunächst Cricket gespielt hatte, nun seine Rugby-Matches austrug. Auch absolvierte er mit dem Team, das bei der Tour viel Geld verlor, zahlreiche Australian-Football-Spiele. Am 15. August starb Robert Seddon, der Kapitän der Tour, bei einem Ruderunfall auf dem Hunter River bei West Maitland. Stoddart übernahm dessen Rolle und bestritt mit dem Team weitere Spiele in Australien und Neuseeland. Erst im November 1888 kamen sie wieder in England an, mehr als ein Jahr, nachdem Stoddart die Reise angetreten hatte. Er erzielte insgesamt 72 Punkte und war damit der erfolgreichste Spieler. Von den 35 Rugbyspielen gewann das Team 28. Bei den beiden Niederlagen, die es in Neuseeland erlitt, war Stoddart nicht Teil der Aufstellung gewesen.
In der Folge bestritt Stoddart weitere Spiele für die Rugby-Nationalmannschaft und war bei vieren von ihnen auch deren Kapitän. Ein Dropgoal, das er für die Auswahl von Middlesex gegen Yorkshire erzielte, führte zu einer Regeländerung, da bis dahin ein Goal mehr zählte als ein Versuch. Sein erstes Test-Match für England als Kapitän bestritt er bei der Home Nations Championship 1890 gegen Wales. Stoddart gehörte auch zu den Gründungsmitgliedern des Barbarian FC. Dieses bis heute bestehende Einladungsteam, das sich zunächst überwiegend aus Spielern aus Blackheath zusammensetzte, entstand am 9. April 1890 in Bradford. Im ersten Spiel der Barbarians, das am 27. Dezember desselben Jahres gegen die Hartlepool Rovers stattfand und mit 9 : 4 gewonnen werden konnte, stand Stoddart als Kapitän auf dem Platz. Seine beiden letzten Test-Matches im Rugby bestritt er während der Home Nations Championship 1893, wobei sowohl gegen Wales als auch gegen Schottland Niederlagen resultierten.

### Konzentration auf Cricket
Stoddart konzentrierte sich daraufhin aufs Cricket. Mit dem englischen Cricket-Nationalteam reiste er unter W. G. Grace in der Saison 1891/92 nach Australien. Dort gelang ihm im zweiten Test ein Fifty über 69 Runs und im dritten ein Century über 134 Runs. Sein letztes Spiel für die Rugby-Nationalmannschaft folgte dann im Februar 1893 gegen Schottland. Im Sommer 1893 kam die australische Mannschaft nach England und Stoddart erreichte ein Half-Century über 83 Runs im zweiten Test im Londoner Oval. Für die Saison wurde er als einer der fünf Wisden Cricketers of the Year ausgezeichnet.
Für die Tour nach Australien in der Saison 1894/95 wurde er zum Kapitän ernannt. Als solcher erzielte er beim zweiten Test in Melbourne ein Century über 173 Runs und ermöglichte so den Sieg. England konnte sich bei der Tour dann mit 3–2 durchsetzen, was das Satire-Magazin Punch veranlasste den folgenden Reim zu veröffentlichen.

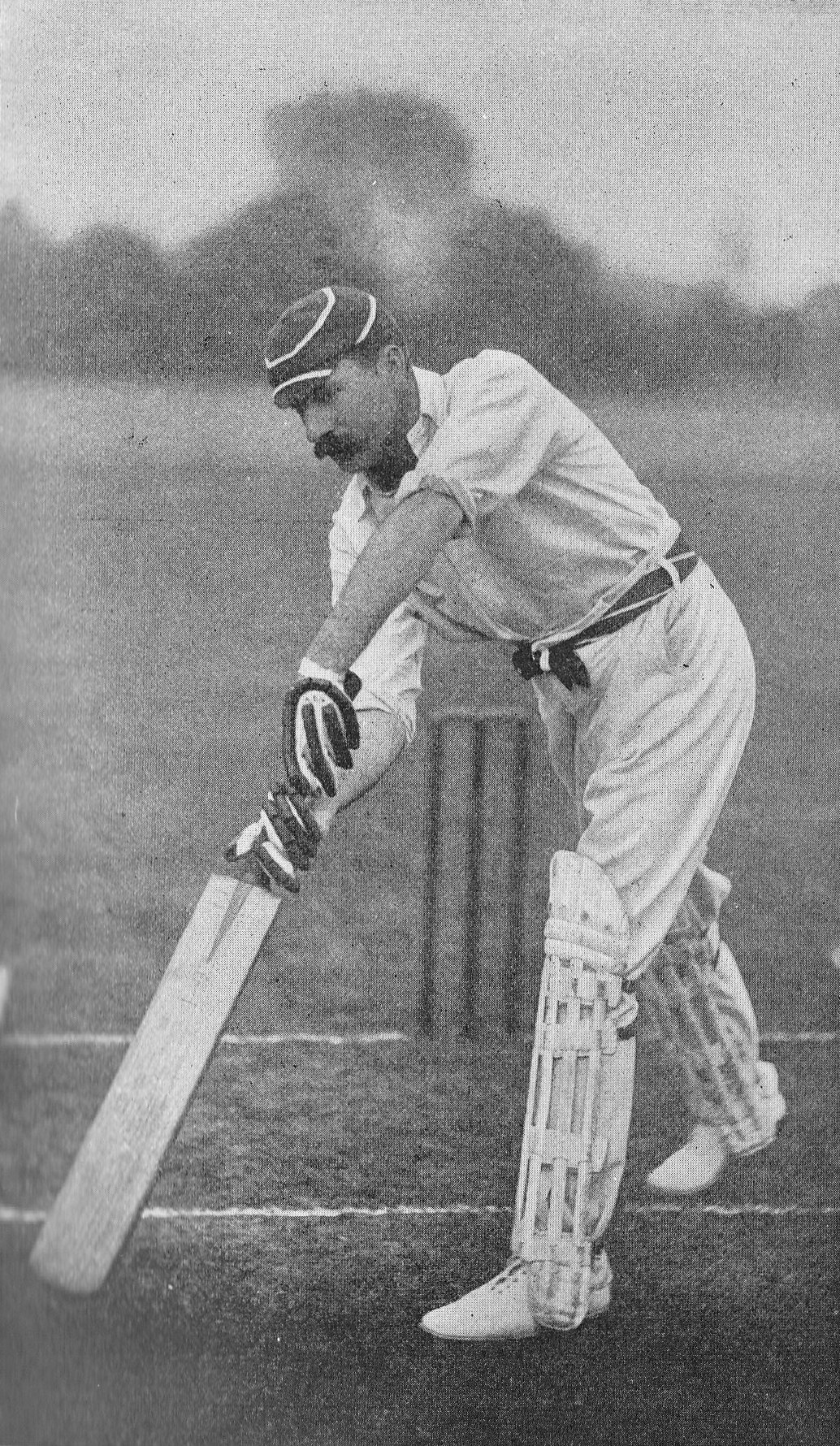
Stoddart am Schlag

„Then wrote the queen of England

Whose hand is blessed by God

I must do something handsome

For my dear victorious Stod.“

„Dann schrieb die Königin von England

Deren Hand gesegnet ist von Gott

Ich muss etwas stattliches tun

Für meinen lieben siegreichen Stod.“

Bei der Ashes Tour 1896 musste er sich hinter W. G. Grace einreihen, als sie die Tour 1–2 verloren. Im Winter 1897/98 führte er das englische Team ein letztes Mal bei zwei Tests in Australien an. Beide Spiele gingen verloren und so waren dies die letzten Spiele, die er für die Nationalmannschaft bestritt. In den Saisons 1899 und 1900 spielte er dann noch vereinzelt First-Class Cricket für Middlesex und beendete danach seine Karriere.

## Nach der aktiven Karriere
Stoddart heiratete im Jahr 1906. Seine Frau hatte er auf einer Tour in Australien kennengelernt. Er arbeitete an der London Stock Exchange. Nachdem er gesundheitliche Probleme und finanzielle Sorgen hatte, beging er im Alter von 52 Jahren Suizid.